# كيكي إبسن
كيكي إبسن (بالإنجليزية: Kiki Ebsen)‏ هي مغنية أمريكية، ولدت في 14 يناير 1958 في لوس أنجلوس في الولايات المتحدة.

## وصلات خارجية
- الموقع الرسمي
- كيكي إبسن على موقع IMDb (الإنجليزية)
- كيكي إبسن على موقع ميوزك برينز (الإنجليزية)